# Лесбійський вампіризм

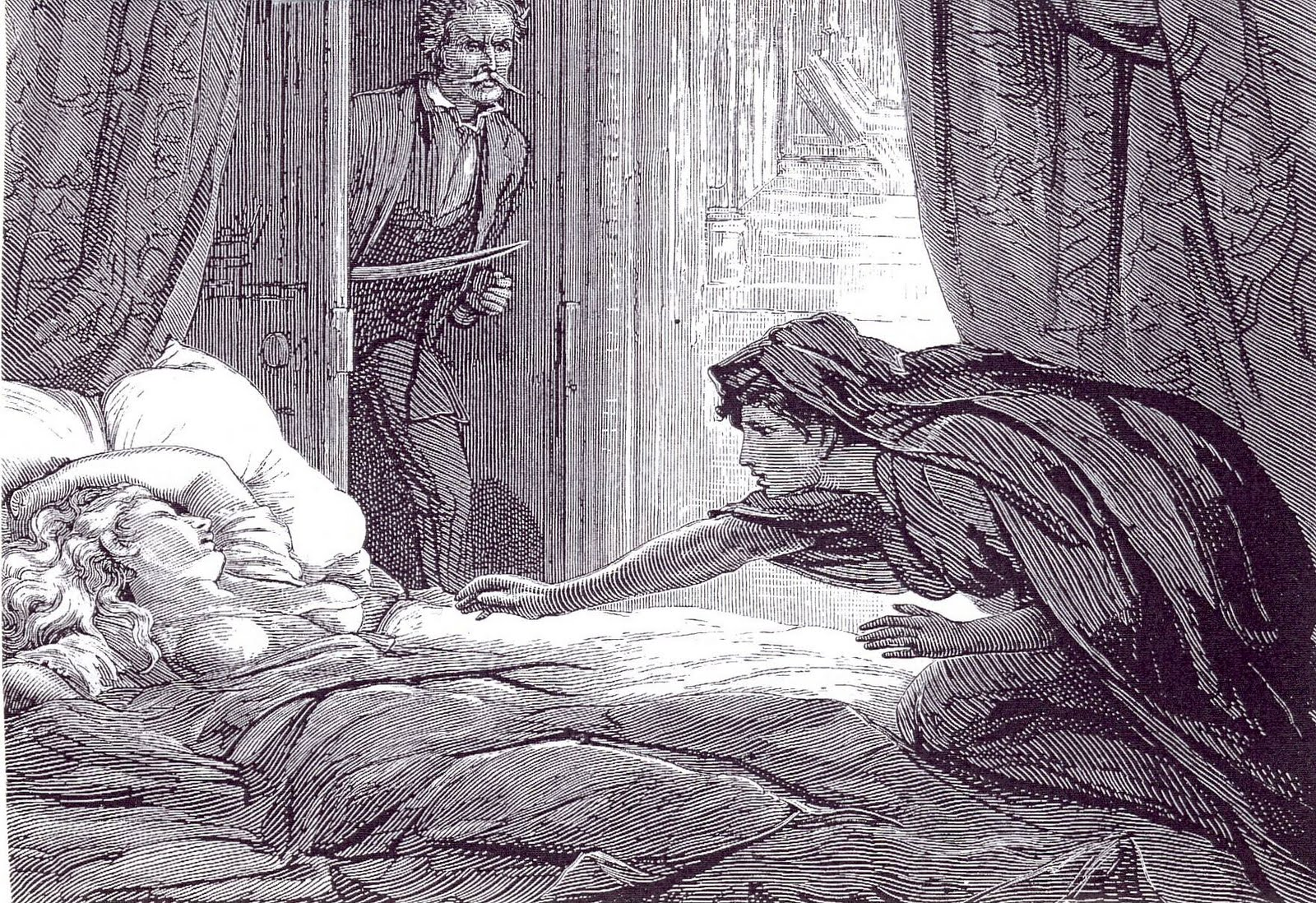
Ілюстрація Д. Х. Фрістона, яка супроводжувала першу публікацію новели про лесбійських вампірів «Кармілла» в журналі The Dark Blue у 1872 році.

Лесбійський вампіризм — троп у експлуатаційних фільмах та літературі ХХ століття. Це був спосіб натякнути або підтримати табуйовану ідею лесбійства в контексті фентезі за межами жорстко цензурованої сфери соцреалізму.

## Походження та рання історія
Вампіри, засновані на слов'янській міфології про упирів, пробиралися вночі в будинки і пили кров людей. Угорська графиня та серійна вбивцяЄлизавета Баторі також надихнула міф про вампірів; всі її жертви були молодими жінками.
Вважається, що ці два ранніх доповнення до вампірських знань зробили внесок у міфологію вампіризму, зокрема, потяг до молодих красивих жінок, присутніх у сучасному переказі міфів про вампірів.
Зображення вампірів мало сексуальні конотації ще з вікторіанської епохи, але тоді воно мало більше спільного з демонізацією сексуальної поведінки. Жінок у вампірських медіа вікторіанської епохи часто зображували як сексуально трансгресивних, а потім карали за це. Як частина цієї моральної паніки, образ вампірок-лесбійок, здається, посилив гетеронормативність.

### Карміллата її адаптації
Жанр сягає корінням у новелі Шерідана ле Фаню «Кармілла» про кохання жінки-вампірки до молодої жінки:
Іноді після години апатії дивна і прекрасна супутниця брала мою руку і ніжно тиснула, повторюючи знову і знову; тихо червоніючи, дивлячись мені в лице млявими й палаючими очима, дихаючи так швидко, що її сукня піднімалася й опускалася разом із бурхливим диханням. Це було як запал закоханої; це мене збентежило; це було ненависним і водночас непереборним; і зраділими очима вона притягнула мене до себе, і її гарячі губи мандрували по моїй щоці в поцілунках; і вона шепотіла, майже ридаючи: «Ти моя, ти будеш моєю, і ми з тобою одне ціле назавжди». (Кармілла, розділ 4).
Кармілла постійно присутня у житті головної героїні, Лаури. Її роль змінюється від матері до коханої, хоча їхні стосунки обертаються навколо того, що Кармілла харчується Лаурою. Коли Карміллу пізніше виявляють, історія обігрує теми патріархату та гомофобії, оскільки видно, що Кармілла розбещує та занепащає цих молодих жінок.
«Дочка Дракули» (1936) дав перші натяки на лесбійську привабливість у фільмі про вампірів, у сцені, в якій головна героїня, яку грає Глорія Голден, полює на привабливу дівчину, яку вона запросила до себе додому, щоб позувати їй. У своїй оригінальній рекламі фільму Universal підкреслив потяг графині Залеської до жінок, використовуючи слоган «Врятуйте лондонських жінок від доньки Дракули!».
«Кармілла» Ле Фаню в 1960 році була адаптована Роже Вадімом як «Кров і троянди». «Терор у склепі» (1964) наслідує цей приклад із зображенням ледь помітного лесбійського потягу між нащадкою Карнштейна (отриманим Карміллою) та її жертвою. Більш відвертий лесбійський контент був наданий у виробництві студії Hammer у трилогії фільмів Карнштейна, адаптованих з Кармілли. «Коханки-вампірки» (1970) був першим із Інгрід Пітт і Медлін Сміт у головних ролях. Це був відносно простий переказ новели ЛеФана, але з більшою кількістю явного насильства та сексуальності. Після цього вийшов фільм «Жага до вампіра» (1971), де Ютте Стенсгаард у ролі тієї ж персонажки, яку зіграла Пітт, повертається, щоб пограбувати учениць школи для дівчаток. За цією версією вона закохалася в шкільну вчительку. «Близнюки зла» (1972) мали найменше «лесбійського» змісту, де одна жінка-вампірка кусала жінку-жертву за груди. У ньому знялися ідентичні близнючки в реальному житті та подруги Playboy Мадлен і Мері Коллінсон. Частково через цензурні обмеження з боку BBFC під час розвитку трилогія Хаммера фактично мала менше лесбійських елементів.

## В літературі
Популярним прикладом жанру є п'єса Чарльза Буша «Вампірки-лесбійки з Содому». Сатиричний етюд виходив понад п'ять років, що зробило його одним із найуспішніших позабродвейських шоу всіх часів.
У «Історіях Джильди» Джевелл Гомес розповідається про лесбійку, яка втекла з рабства в 1850-х і потрапила до групи вампірів. Роман отримав дві літературні премії «Лямбда».
П'єса Ельфріди Єлінек «Хвороба або Сучасні жінки», сучасний переказ Кармілли, має двох лесбійок-вампірок як героїнь. Емілі, дружина та медсестра, стає вампіркою і перетворює свою подругу Карміллу на вампірку. Вони стають коханками і п'ють кров дітей. Зрештою, на них полюють їхні чоловіки та вбивають.
Серед них у більш сучасному виконанні Памела Свінфорд Де Бофорт. І в серії книг, і в телевізійній адаптації Пем зображена як бісексуальна жінка, яка віддає перевагу жінкам. Хоча більшість персонажів «Таємниць південного вампіра» експериментують зі своєю сексуальністю, Пем є однією з дюжини, які потрапляють у категорію ЛГБТ, включаючи серед інших Софі-Енн Леклер і Тару Торнтон.

## В кіно та на телебаченні
Фільм жахів Хесуса Франко «Вампірки-лесбійки» 1971 року можна вважати одним із найбільш сфокусованих експлуатаційних фільмів, у яких використовується тема лесбійського вампіризму. Про «Вампірок-лесбійок» згадував Квентін Тарантіно у фільмі Джекі Браун 1997 року.
Більш спеціалізована форма лесбійського вампіризму включає неявний або завершений потяг до кровозмішення. У фільмі Луча Лібре (2007) «Міл Маскарас проти мумії ацтеків» містить сцену з однояйцевими близнючками-підлітками-вампірками, які виказують потяг одна до одної, намагаючись заманити Міла Маскараса в тристоронню зустріч-пастку.
Жанр також був підроблений в епізоді «Лесбійські вампірки-любительки хтивості» комедійного телесеріалу «Жахливий дім доктора Террібла». Нещодавній британський фільм про вампірів «Посмішка леза бритви» (1998), який частково представляє себе як низка поваг та кліше з інших фільмів про вампірів, включає еротичну лесбійську сцену вампіррок, а також подібні гетеросексуальні епізоди. У фільмі 2001 року «Ісус Христос — мисливець на вампірів» Ісус Христос бореться з вампірами, щоб захистити лесбійок від перетворення у вампірок. У 2009 році вийшла ще одна пародія цього жанру під назвою «Убивці вампірок-лесбійок». «Кров племен», випущений у 2016 році, є оновленим варіантом тропу і був описаний як «сучасний погляд на європейський артгаус 70-х і фільми про лесбійок-вампірок у Hammer, які… розглядають сьогоднішній бурхливий політичний клімат, релігійне захоплення та гендерні проблеми».
Угорська серійна вбивця Ержебет Баторі, історичний прототип сучасної лесбійської вампірки, з'являється як персонажка у кількох фільмах, хоча не завжди з лесбійським елементом, у тому числі «Дочки темряви» (1971) бельгійського режисера Гаррі Кумеля, «Графиня Дракула» студії Hammer Films (1971), «Аморальні історії» (1973) режисера Валеріана Боровчика, «Кривава графиня» (Ceremonia sangrienta) (1973) режисера Хорхе Грау та «Вічний» (2005).

## Список фільмів і телепрограм із тропом
- Дочка Дракули (1936)
- Кров і троянди (1960) (фр. Et mourir de plaisir, літ. «І померти від задоволення»)
- Замок крові (1964) (італ. Danza Macabra)
- Жах у склепі (англ. Crypt of the Vampire, італ. La cripta e l'incubo)
- Le viol du vampire (1969) (англ.: The Rape of the Vampire, також відома як The Queen of the Vampires)
- Коханки-вампірки (1970)
- Новий вампір (1970) (англ. The Nude Vampire, літ. Голий вампір)
- Жага до вампіра (1971) (також відома як «Любов до вампіра» або «Любити вампіра»)
- Графиня Дракула (1971)
- Тримання вампірів (1971) (англ . The Shiver of the Vampires, літ. Захоплення вампірів)
- Дочки Темряви (1971) (франц : Les Lèvres Rouges, у Бельгії — Le Rouge aux Lèvres (буквально Червоні губи, а в Нідерландах — Dorst Naar Bloed (що означає Жага до крові).
- Вампірки-лесбійки (1971) (ісп . Las Vampiras)
- Близнючки зла (1971) (також відомий як Близнючки Дракули)
- Оксамитова вампірка (1971) (також відомий як Дівчата з цвинтаря)
- Забризкана кров'ю наречена (1972) (ісп. La Novia Ensangrentada літ. Кривава наречена)
- Дочка Дракули (1972) (фр. La fille de Dracula)
- Вампірка (1973) (також відома як «Графиня з голими грудьми»)
- Лемора: Дитяча казка про надприродне (1973) (також відомий як Легендарне прокляття Лемори та Лемора, леді Дракула)
- Аморальні історії (1973) (фр. Contes immoraux)
- Диявольська іграшка (1973) (нім . Der Fluch der schwarzen Schwestern)
- Вампіри (1974)
- Сексула (1974)
- Кров'яні губи (1975) (англійська: Lips of Blood)
- Мері, Мері, Кривава Мері (1975)
- Алукарда (1977) (ісп . Alucarda, la hija de las tinieblas, або Алукарда, дочка темряви)
- Зачарування (1979)
- Живі мерці (1982) (англ . The Living Dead Girl)
- Голод (1983)
- Кармілла (1989)
- Кровна графиня (1992)
- Надя (1994)
- Червоні губи (1995)
- Залежність (1995)
- Обійми вампіра (1995)
- Ласка вампіра (1996)
- Ласка вампіра 2 (1996)
- Посмішка леза бритви (1998)
- Титанік 2000 (1999)
- Ласка вампіра 3: Жага нічного сталкера (1999)
- Вихід (2000)
- Лесбійські вампірки (2003)
- Вічний (2004)
- Нічні ікла (2005)
- Щоденник вампіра (2007)
- Убивці вампірок-лесбійок (2009)
- Ми ніч (2010)
- Щоденники метелика (2011)
- Небажаний (2014)
- Штирія (2014)
- Кров племен (2016)
- Мамо, чи можу я спати з небезпекою? (2016)
- Фільм Кармілла (2017)
- Блаженство (2017)
- Біт (2019)
- Кармілла (2019)
- Тереза та Еллісон (2019)
- Перше вбивство (2022)